# Eastwick (Hertfordshire)
Eastwick is een civil parish in het bestuurlijke gebied East Hertfordshire, in het Engelse graafschap Hertfordshire. In 2001 telde het civil parish 175 inwoners.